# Puchar Europy Mistrzów Klubowych w piłce siatkowej (1968/1969)
Puchar Europy Mistrzów Krajowych 1968/1969 – 10. sezon Pucharu Europy Mistrzów Krajowych rozgrywanego od 1959 roku, organizowanego przez Europejską Konfederację Piłki Siatkowej (CEV) w ramach europejskich pucharów dla męskich klubowych zespołów siatkarskich "starego kontynentu".

## Drużyny uczestniczące
| Państwo         | Drużyna                   |
| --------------- | ------------------------- |
| Albania         | Dinamo Tirana             |
| Belgia          | Brabo Antwerpen           |
| Bułgaria        | CSKA Sofia                |
| Czechosłowacja  | TJ VŽKG Ostrawa           |
| Czechosłowacja  | Zbrojovka Brno            |
| Finlandia       | Johanekksen Helsinki      |
| Francja         | PUC Paryż                 |
| Grecja          | Olympiakos S.F. Pireus    |
| Hiszpania       | Hispano Francés Barcelona |
| Holandia        | Blokkeer Rijswijk         |
| Izrael          | Hapoel HaMapil            |
| Jugosławia      | Mladost Zagrzeb           |
| Luksemburg      | Aris Bonnevoie            |
| NRD             | SC Lipsk                  |
| Polska          | AZS-AWF Warszawa          |
| Portugalia      | Tecnico Lizbona           |
| RFN             | USC Münster               |
| Rumunia         | Steaua Bukareszt          |
| Szwajcaria      | Star Genewa               |
| Szwecja         | Lidingö SK                |
| Turcja          | Muhafızgücü Ankara        |
| Węgry           | Csepel Budapeszt          |
| Włochy          | Ruini Florencja           |
| Wielka Brytania | SGC Londyn                |
| ZSRR            | Kalev Tallinn             |

## Runda wstępna
| Data  | Drużyna 1                 | Wynik | Drużyna 2                 | Sety              |
| ----- | ------------------------- | ----- | ------------------------- | ----------------- |
|       | Aris Bonnevoie            | 3:1   | Star Genewa               |                   |
|       | Star Genewa               | 3:0   | Aris Bonnevoie            |                   |
|       |                           |       |                           |                   |
|       | Lidingö SK                | 3:0   | Johanekksen Helsinki      |                   |
|       | Johanekksen Helsinki      | 1:3   | Lidingö SK                |                   |
|       |                           |       |                           |                   |
|       | TJ VŽKG Ostrawa           | 3:0   | Hispano Francés Barcelona |                   |
|       | Hispano Francés Barcelona | 0:3   | TJ VŽKG Ostrawa           |                   |
|       |                           |       |                           |                   |
| 12.01 | Mladost Zagrzeb           | 3:0   | Olympiakos Pireus         |                   |
| 19.01 | Olympiakos Pireus         | 0:3   | Mladost Zagrzeb           | 2:15, 15:17, 7:15 |

## Faza finałowa

### Runda 1/8
| Data | Drużyna 1            | Wynik | Drużyna 2            | Sety |
| ---- | -------------------- | ----- | -------------------- | ---- |
|      | Dinamo Tirana        | 1:3   | CSKA Sofia           |      |
|      | CSKA Sofia           | 3:0   | Dinamo Tirana        |      |
|      |                      |       |                      |      |
|      | AZS-AWF Warszawa     |       | TJ VŽKG Ostrawa      |      |
|      | TJ VŽKG Ostrawa      |       | AZS-AWF Warszawa     |      |
|      |                      |       |                      |      |
|      | SC Lipsk             |       |                      |      |
|      |                      |       |                      |      |
|      | Johanekksen Helsinki | 0:3   | Kalev Tallinn        |      |
|      | Kalev Tallinn        | 3:0   | Johanekksen Helsinki |      |
|      |                      |       |                      |      |
|      | Zbrojovka Brno       | 3:0   | PUC Paryż            |      |
|      | PUC Paryż            |       | Zbrojovka Brno       |      |
|      |                      |       |                      |      |
|      | Star Genewa          |       | Blokkeer Rijswijk    |      |
|      | Blokkeer Rijswijk    | 3:0   | Star Genewa          |      |
|      |                      |       |                      |      |
|      | Steaua Bukareszt     |       |                      |      |
|      |                      |       |                      |      |
|      | Ruini Florencja      | 3:0   | Brabo Antwerpen      |      |
|      | Brabo Antwerpen      |       | Ruini Florencja      |      |

### Ćwierćfinał
| Data | Drużyna 1         | Wynik | Drużyna 2         | Sety |
| ---- | ----------------- | ----- | ----------------- | ---- |
|      | CSKA Sofia        | 3:0   | AZS-AWF Warszawa  |      |
|      | AZS-AWF Warszawa  | 3:1   | CSKA Sofia        |      |
|      |                   |       |                   |      |
|      | SC Lipsk          | 3:1   | Kalev Tallinn     |      |
|      | Kalev Tallinn     | 1:3   | SC Lipsk          |      |
|      |                   |       |                   |      |
|      | Blokkeer Rijswijk | 3:0   | Zbrojovka Brno    |      |
|      | Zbrojovka Brno    | 0:3   | Blokkeer Rijswijk |      |
|      |                   |       |                   |      |
|      | Steaua Bukareszt  |       | Ruini Florencja   |      |
|      | Ruini Florencja   |       | Steaua Bukareszt  |      |

### Półfinał
| Data  | Drużyna 1        | Wynik | Drużyna 2        | Sety                             |
| ----- | ---------------- | ----- | ---------------- | -------------------------------- |
| 16.05 | CSKA Sofia       | 3:1   | SC Lipsk         | 15:7, 15:5, 9:15, 15:2           |
| 18.05 | SC Lipsk         | 1:3   | CSKA Sofia       | 3:15, 9:15, 15:9, 10:15          |
|       |                  |       |                  |                                  |
| 22.05 | Steaua Bukareszt | 3:1   | Zbrojovka Brno   | 15:12, 18:16, 13:15, 15:9        |
| 29.05 | Zbrojovka Brno   | 3:1   | Steaua Bukareszt | 15:10, 13:15, 15:12, 8:15, 15:12 |

### Finał
| Data  | Drużyna 1        | Wynik | Drużyna 2        | Sety                             |
| ----- | ---------------- | ----- | ---------------- | -------------------------------- |
| 07.06 | CSKA Sofia       | 3:0   | Steaua Bukareszt | 15:3, 15:12, 15:11               |
| 15.06 | Steaua Bukareszt | 2:3   | CSKA Sofia       | 16:14, 10:15, 15:9, 10:15, 10:15 |

## Klasyfikacja końcowa
| Miejsce | Drużyna          |
| ------- | ---------------- |
| złoto   | CSKA Sofia       |
| srebro  | Steaua Bukareszt |
| 3-4.    | Zbrojovka Brno   |
| 3-4.    | SC Lipsk         |